# Lupinus francis-whittieri
Lupinus francis-whittieri är en ärtväxtart som beskrevs av Charles Piper Smith. Lupinus francis-whittieri ingår i släktet lupiner, och familjen ärtväxter. Inga underarter finns listade i Catalogue of Life.